# Снупи и мелочь пузатая в кино
«Сну́пи и ме́лочь пуза́тая в кино́» (англ. The Peanuts Movie, в некоторых странах вышел под названием Snoopy and Charlie Brown: A Peanuts Movie (с англ. — «Малышня пузатая: Снупи и Чарли Браун в кино»)) — американский компьютерно-анимационный комедийный фильм, основанный на комиксах Чарльза М. Шульца Peanuts, созданный студией Blue Sky Studios и выпущенный 20th Century Fox. Это пятый полнометражный мультфильм по мотивам этих комиксов, а также первый за 35 лет. Фильм снят режиссёром Стивом Мартино по сценарию Крэйга и Брайана Шульцев (сына и внука Чарльза соответственно) и Корнелиуса Юлиано. Ноа Шнапп озвучил роль Чарли Брауна, а для реплик Снупи и Вудстока использовались архивные записи голоса Билла Мелендеса. По сюжету Чарли Браун пытается завести отношения с Рыжеволосой девочкой, а Снупи пишет книгу, в которой он — лётчик-ас времён Первой мировой войны, пытающийся спасти своего товарища и возлюбленную Фифи от Красного Барона и его летающего цирка.
Разработка фильма началась в 2006 году, через шесть лет после смерти Чарльза Шульца и выхода последнего комикса из серии Peanuts. Крэйг Шульц, сын Чарльза, предложил идею фильма своему сыну Брайану. В октябре 2012 года Twentieth Century Fox и Blue Sky Studios объявили о создании компьютерно-анимационной ленты, наняв режиссёра Стива Мартино в связи с его верностью стилю Доктора Сьюза в мультфильме «Хортон» (2008), также созданном Blue Sky. В фильме представлены многие элементы из комиксов, такие как каток на пруду Чарли Брауна, его дом, «стена» и психиатрический ларёк Люси, а также был использован голос Мелендеса для Снупи и Вудстока. Кристоф Бек написал саундтрек к мультфильму, а Меган Трейнор и Дэвид Бенуа также внесли свой вклад.
Премьера мультфильма «Снупи и мелочь пузатая в кино» состоялась 1 ноября 2015 года в Нью-Йорке, а в широкий прокат США картина вышла спустя пять дней. Премьера в России состоялась 24 декабря. Фильм собрал $246 млн в мировом прокате при бюджете в $99 млн, став седьмым самым кассовым мультфильмом 2015 года. Проект был тепло принят критиками, похвалившими анимацию, озвучку и уважение по отношению к первоисточнику, но немного раскритиковали отсутствие амбиций. Проект был номинирован на премию «Энни» за лучший анимационный фильм, премию «Выбор критиков» за лучший анимационный фильм, а также на премию «Золотой глобус» в той же категории (впервые за всю историю Blue Sky), но проиграл мультфильму «Головоломка» (2015).

## Сюжет
Мультфильм покажет приключения мальчика Чарли Брауна и его пса Снупи, покорившие сердца уже нескольких поколений детей.

## Роли озвучивали
- Ноа Шнапп — Чарли Браун[14]
- Хэдли Белль Миллер — Люси[14]
- Мэриэл Шитс — Салли[англ.][14]
- Алекс Гарфин — Лайнус[14]
- Франческа Анджелуччи Капальди — рыжеволосая девочка[англ.] и Фрида[англ.][14][15]. Капальди описала рыжеволосую девочку так: «Она очень милая, добрая и с большим сердцем. Ей очень нравится Чарли Браун, но он об этом не догадывается из-за своей робкости и неловкости»[16].
- Венус Омега Шултейс — Пепперминт Пэтти[14]
- Ребекка Блум — Марси[англ.][14]
- Марлейк «Мар Мар» Уокер — Франклин[англ.][14]
- Ноа Джонстон — Шрёдер[англ.][14]
- Анастасия Бредихина — Пэтти[англ.][14]
- Мадисин Шипман — Вайолет[англ.][14]
- А.Дж. Тессе — Пиг-Пен[англ.][14]
- Мика Ревелли — Маленький мальчик[17]
- Уильям «Алекс» Вунш — Шерми[англ.][14]
- Трой «Trombone Shorty» Эндрюс — мисс Отмар и мать рыжеволосой девочки. С помощью тромбона Эндрюса были созданы их «wah-wah»-голоса, которыми также говорят остальные взрослые персонажи в фильме[18].
- Кристин Ченовет — Фифи, возлюбленная Снупи. Для создания языка Фифи Ченовет записала «серию похожих на диалоги голоса», руководствуясь записями голоса Мелендеса для роли Снупи и делая его звуки более женственными[19].
- Билл Мелендес[англ.] — Снупи и Вудсток[англ.] (архивные записи)[20]. Вудсток и его друзья-птицы — члены отряда гончих-скаутов Снупи[21], выступающих в качестве механиков лётчика-аса времён Первой мировой войны (Снупи).

В финальных титрах также появляются братья и сёстры Снупи.

## Производство

### Разработка

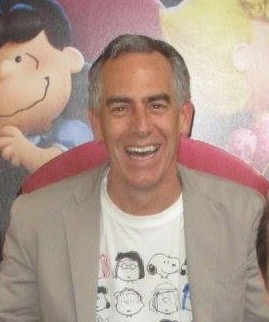
Режиссёр Стив Мартино представлял фильм во время сессии незавершённой работы на Международном фестивале анимационных фильмов в Анси в 2015 году.

В 2006 году, через шесть лет после выхода последнего комикса из серии Peanuts и смерти их автора Чарльза М. Шульца, его сыну Крэйгу Шульцу пришла идея нового фильма по мотивам комиксов, которую он представил своему сыну-сценаристу Брайану Шульцу. «Я рад, что показал её сыну», — сказал Крэйг, — «Он показал мне, как сделать её больше — как заставить её выстрелить, — и помог её структурировать». Представляя проект студиям, Крэйг обусловил, что фильм будет создаваться под контролем Шульцев, сказав: «Нам нужен [был] абсолютный контроль качества и сохранение наследия Отца… Не получится набрать людей с улицы, ожидая, что те поймут Peanuts».9 октября 2012 года было объявлено, что 20th Century Fox и Blue Sky Studios разрабатывают компьютерно-анимационный полнометражный фильм, основанный на комиксах, который снимет режиссёр Стив Мартино по сценарию Крэйга Шульца, Брайана Шульца и Корнелиуса Юлиано. Крэйг, Брайан и Юлиано также стали продюсерами. Крэйг, заявивший, что никто «так не огораживает комикс, как я», выбрал Мартино на пост режиссёра из-за его отношения к литературному первоисточнику в своей адаптации книги Доктора Сьюза «Хортон слышит ктошек!».
О сюжете мультфильма Мартино сказал следующее: «Я опираюсь на эту тему. Мне хочется пройти через это приключение… Чарли Браун — эт тот парень, который перед лицом постоянных неудач снова поднимается и пробует заново. Это не так уж и легко. У меня есть дети, которые стремятся стать кем-то большим и великим… звёздным футболистом или артистом с Бродвея. Думаю, что Чарли Браун (надеюсь показать это в фильме) — постоянный показатель упорства… вставать на ноги с позитивным настроем — это в какой-то степени по-геройски… как иметь собственную звезду на Аллее славы или быть звездой Бродвея. Это основа [сюжета]. Это история для полнометражки, обладающая мощным драматическим драйвом и заимствующая глубинные идеи из первоисточника». Мартино и его аниматоры больше года изучали оригинальный стиль рисунка Чарльза М. Шульца, чтобы перенести «теплоту рисунка от руки… в крутую CGI-графику с точностью до пикселя», не боясь потерять в процессе какой-либо элемент, например «то, как точки вместо глаз [выражают] радость или грусть столь эффектно». Мартино получил права на использование архивных записей голоса Билла Мелендеса в ролях Снупи и Вудстока, а также на архивную музыку из предыдущих спецвыпусков Peanuts. Представлены классические локации из комиксов, такие как каток на пруду Чарли Брауна, его дом, «стена» и психиатрический ларёк Люси, каждая сохранила свой «вечный облик из оригинала». Кроме того, несмотря на отсутствие указания времени действия, в фильме можно заметить технологии, дисковые телефоны и печатные машинки, а за посещение психиатрического ларька Люси требуется расплачиваться никелями. «Wah-wah»-голоса взрослых персонажей были созданы с помощью тромбона с заглушкой, как и в прочих медиа по мотивам Peanuts, предоставленного джазменом Trombone Shorty. В связи с большим числом существующих во франшизе оригинальных персонажей в фильме не представлено ни одного нового героя.
8 января 2013 года Ли Энн Бродски стал управляющим Peanuts Worldwide и должен был контролировать все связанные с фильмом международные договоры. В апреле 2013 года Fox, объявила, что фильм выйдет в формате 3D. В октябре 2013 года было объявлено, что Пол Фиг также выступит продюсером. К апрелю 2015 года было готово 75 % анимации, некоторые кадры планировалось показать на CinemaCon в Лас-Вегасе.

### Музыка и саундтрек

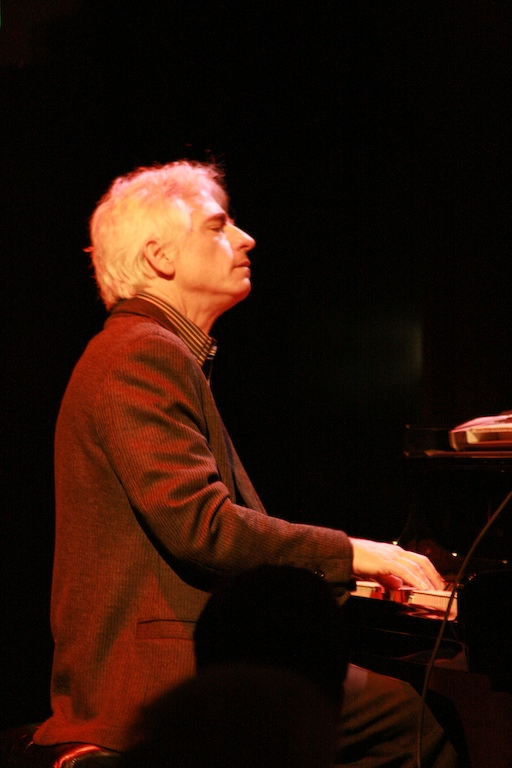
Джазмен, известный благодаря своей обработке композиции «», участвовал в создании саундтрека вместе с Кристофом Беком.

В октябре 2014 года композитором фильма был назначен Кристоф Бек. Бек сказал: «Что касается Peanuts, я вырос на спецвыпусках из 60-х и 70-х, которые, конечно, и сейчас пересматриваю. Я с трепетом отношусь к музыке Винса Гуаральди, поэтому мы пытались найти в фильме те моменты, когда можно приземлиться и напомнить смотрящим, что это всё ещё фильм по Peanuts и этой музыке здесь самое место. Там куча моментов, в которых мы цитировали музыку Гуаральди, либо просто с уважением перезаписали его партитуры». Он также добавил, что музыка будет более оркестровой, чем предыдущие работы Гуаральди, которые в основном были небольшим джазовым комбо. Свой вклад в музыку Бека внёс джазовый пианист Дэвид Бенуа.
28 июля 2015 года было объявлено, что Меган Трейнор напишет и исполнит оригинальную песню для фильма под названием «Better When I’m Dancin’». Лейбл Epic Records выпустил альбом саундтреков 23 октября 2015 года. В него вошли двадцать треков, в том числе «Better When I’m Dancin’» от Трейнор, «That’s What I Like» Флоу Райды и Фица, «Linus and Lucy», «Skating» и «Christmas Time Is Here» Винса Гуаральди с альбома «Рождество Чарли Брауна», и 15 оригинальных композиций, написанных Беком. Компания Target выпустила эксклюзивное издание саундтрека, в которое включена вторая песня Трейнор, «Good to Be Alive». В японскую версию саундтрека включены «Good to Be Alive» и ещё три композиции от Бека. В трейлере и в концовке японской версии мультфильма вместо песни Трейнор звучит песня певицы Аяки «A Song For You», вышедшая в качестве сингла и не попавшая в японский альбом саундтреков.

## Выпуск

### Премьера и кинопрокат
Мировая премьера мультфильма «Снупи и мелочь пузатая в кино» состоялась 1 ноября 2015 года в Нью-Йорке, а 6 ноября он вышел в прокат в 3897 кинотеатрах США. Премьера совпала с 65-й годовщиной с момента выхода оригинального комикса и 50-й с момента премьеры телевизионного спецвыпуска «Рождество Чарли Брауна». Изначально фильм должен был выйти 25 ноября 2015 года, однако в ноябре 2012 года выпуск был перенесён на шестое число того же месяца. 18 декабря 2015 года фильм вышел в Великобритании под названием Snoopy and Charlie Brown: A Peanuts Movie (с англ. — «Малышня пузатая: Снупи и Чарли Браун в кино»). Премьера в Австралии была запланирована на 18 декабря 2015 года, но была перенесена 8 января 2016 года. В прокат в России мультфильм вышел 24 декабря 2015 года.

### Видеоигра
3 ноября 2015 года издателем Activision для платформ Xbox 360, Nintendo 3DS, Wii U, Xbox One и PlayStation 4 была выпущена видеоигра Snoopy’s Grand Adventure по мотивам мультфильма.

### Физические носители
«Снупи и мелочь пузатая в кино» вышел на цифровых площадках 12 февраля 2016 года, а на DVD, Blu-ray, Blu-ray 3D и 4K Ultra HD — 8 марта. На неделе, завершившейся 13 марта 2016 года, фильм возглавлял чарты продаж на физических носителях.

## Реакция

### Кассовые сборы
«Снупи и мелочь пузатая в кино» собрал $130, 2 млн в США и Канаде и $116 млн на территории других стран, в общей сложности собрав $246,2 млн по всему миру.
В первый день мультфильм собрал $12,1 млн, а к концу уик-энда сборы достигли $44 млн (27 % выручки пришлось на 3D-сеансы), заняв второе место после фильма «007: Спектр» ($70,4 млн). За пределами Северной Америки он вышел одновременно с США и собрал $4,56 млн в 12 странах. Самые успешные старты приписывают Китаю ($2,76 млн) и Италии ($1,16 млн). Спустя три недели фильм показывали в общей сложности в 49 странах, где у него был второй самый успешный старт для Мексики ($3,1 млн), а также он занял вторые места в Великобритании, Ирландии и на Мальте, где он собрал $5,5 млн (с учётом предпоказов), уступив фильму «Звёздные войны: Пробуждение силы». Одним из последних рынков стала Австралия, где мультфильм вышел в день Нового года и собрал $2,6 млн в первую неделю.

### Отзывы критиков
На сайте-агрегаторе рецензий Rotten Tomatoes фильм имеет рейтинг 87 % со средней оценкой 7,1 / 10, основанный на 197 отзывах, что является наивысшей оценкой среди проектов Blue Sky Studios. Консенсус сайта гласит: «„Снупи и мелочь пузатая в кино“ предлагает яркое путешествие в мир классических персонажей и приятное ностальгическое — и относительно непритязательное — удовольствие для взрослых, которые на них выросли». Сайт Metacritic присвоил фильму 67 баллов из 100 на основе 31 отзыва, что указывает на «в основном положительные отзывы». Зрители, опрошенные для CinemaScore, дали фильму среднюю оценку «A» по шкале от A+ до F.

### Награды и номинации
| Премия                                                 | Дата вручения   | Категория                                                         | Номинант (-ы)                                                                          | Результат          | Ист.          |
| ------------------------------------------------------ | --------------- | ----------------------------------------------------------------- | -------------------------------------------------------------------------------------- | ------------------ | ------------- |
| Ассоциация афроамериканских кинокритиков               | 7 декабря 2015  | Лучший анимационный фильм                                         | Стив Мартино                                                                           | Победа             | [ 47 ]        |
| Энни                                                   | 6 февраля 2016  | Лучший анимационный фильм                                         | Крэйг Шульц, Брайан Шульц, Корнелиус Юлиано, Пол Фиг и Майкл Дж. Треверс               | Номинация          | [ 48 ]        |
| Энни                                                   | 6 февраля 2016  | Лучшая анимация персонажа                                         | Б.Дж. Кроуфорд                                                                         | Номинация          | [ 48 ]        |
| Энни                                                   | 6 февраля 2016  | Лучшая режиссура                                                  | Стив Мартино                                                                           | Номинация          | [ 48 ]        |
| Энни                                                   | 6 февраля 2016  | Лучшая озвучка                                                    | Алекс Гарфин                                                                           | Номинация          | [ 48 ]        |
| Энни                                                   | 6 февраля 2016  | Лучшая озвучка                                                    | Хэдли Белль Миллер                                                                     | Номинация          | [ 48 ]        |
| Премия Ассоциации кинокритиков Остина                  | 29 декабря 2015 | Лучший анимационный фильм                                         | «Снупи и мелочь пузатая в кино»                                                        | Номинация          | [ 49 ]        |
| Black Reel Awards                                      | 18 февраля 2016 | Лучшая озвучка                                                    | Марлейк «Мар Мар» Уокер                                                                | Номинация          | [ 50 ]        |
| Выбор критиков                                         | 17 января 2016  | Лучший анимационный фильм                                         | Стив Мартино                                                                           | Номинация          | [ 51 ]        |
| Премия Ассоциации кинокритиков Чикаго                  | 16 декабря 2015 | Лучший анимационный фильм                                         | «Снупи и мелочь пузатая в кино»                                                        | Номинация          | [ 52 ] [ 53 ] |
| Золотой глобус                                         | 10 января 2016  | Лучший анимационный фильм                                         | Стив Мартино                                                                           | Номинация          | [ 54 ]        |
| Golden Tomato Awards                                   | 12 января 2016  | Лучший анимационный фильм                                         | «Снупи и мелочь пузатая в кино»                                                        | Четвёртое место    | [ 55 ]        |
| Премия Общества кинокритиков Хьюстона                  | 9 января 2016   | Лучший анимационный фильм                                         | «Снупи и мелочь пузатая в кино»                                                        | Номинация          | [ 56 ]        |
| Hollywood Music in Media Awards                        | 12 ноября 2015  | Лучшая оригинальная музыка к мультфильму                          | Кристоф Бек                                                                            | Победа             | [ 57 ]        |
| Hollywood Music in Media Awards                        | 12 ноября 2015  | Лучшая оригинальная песня к мультфильму                           | «Better When I’m Dancin’»                                                              | Номинация          | [ 57 ]        |
| Премия Общества сетевых кинокритиков                   | 14 декабря 2015 | Лучший анимационный фильм                                         | Стив Мартино, Крэйг Шульц, Брайан Шульц, Корнелиус Юлиано, Пол Фиг и Майкл Дж. Треверс | Номинация          | [ 58 ]        |
| Golden Reel Awards                                     | 27 февраля 2016 | Лучший монтаж звука: Звуковые эффекты, фоли, диалоги и перезапись | Гвендолин Йейтс Уиттл, MPSE, Рэнди Том                                                 | Номинация          | [ 59 ]        |
| Movieguide Awards                                      | Февраль 2016    | Лучший семейный фильм                                             | «Снупи и мелочь пузатая в кино»                                                        | Номинация          | [ 60 ]        |
| Nickelodeon Kids’ Choice Awards                        | 12 марта 2016   | Любимый анимационный фильм                                        | «Снупи и мелочь пузатая в кино»                                                        | Номинация          | [ 61 ]        |
| Премия Гильдии продюсеров США                          | 23 января 2016  | Лучший анимационный фильм                                         | Крэйг Шульц и Майкл Дж. Треверс                                                        | Номинация          | [ 62 ]        |
| Премия Общества кинокритиков Сан-Диего                 | 14 декабря 2015 | Лучший анимационный фильм                                         | «Снупи и мелочь пузатая в кино»                                                        | Номинация          | [ 63 ] [ 64 ] |
| Премия Крука кинокритиков Области залива Сан-Франциско | 12 декабря 2015 | Лучший анимационный фильм                                         | «Снупи и мелочь пузатая в кино»                                                        | Номинация          | [ 65 ]        |
| Спутник                                                | 21 февраля 2016 | Лучший анимационный фильм                                         | «Снупи и мелочь пузатая в кино»                                                        | Номинация          | [ 66 ]        |
| Сатурн                                                 | 22 июня 2016    | Лучшая экранизация комикса                                        | «Снупи и мелочь пузатая в кино»                                                        | Номинация          | [ 67 ]        |
| Премия Ассоциации кинокритиков Сент-Луиса              | 20 декабря 2015 | Лучший анимационный фильм                                         | Стив Мартино                                                                           | Номинация          | [ 68 ]        |
| Village Voice Film Poll                                | 7 января 2016   | Лучший анимационный фильм                                         | «Снупи и мелочь пузатая в кино»                                                        | Одиннадцатое место | [ 69 ]        |
| Village Voice Film Poll                                | 7 января 2016   | Лучший фильм                                                      | «Снупи и мелочь пузатая в кино»                                                        | Номинация          | [ 69 ]        |
| Премия Ассоциации кинокритиков Вашингтона              | 7 декабря 2015  | Лучший анимационный фильм                                         | Стив Мартино                                                                           | Номинация          | [ 70 ]        |

## Будущее
Хотя «Снупи… в кино» был признан успешным и Fox, согласно слухам, была заинтересована в создании сиквела и франшизы на основе мультфильма, у компании были права всего на один фильм Peanuts. Вдова Шульца Джин заявила, что сиквел состоится не скоро: «Этот мы делали восемь лет, так что, скорее всего, позже поговорим».